# Sundrarit
Sundrarit (VI secolo – VII secolo) è stato un condottiero longobardo, duca di Pavia e comandante dell'esercito reale, vissuto tra VI e VII secolo.

## Biografia
Si formò come guerriero al servizio di re Agilulfo (590-616), che, in seguito, gli concesse il titolo di duca di Pavia e proprietà nell'alta valle del Trebbia, assieme al reddito della metà delle saline dell'abbazia di San Colombano a Bobbio.
Dopo la morte di Agilulfo fu a capo dell'esercito, come generale supremo dei longobardi, per la regina Teodolinda, reggente in nome del figlio minorenne Adaloaldo (616-626) e combatté, tra il 617 e il 619, contro l'esarca bizantino Eleuterio, che aveva iniziato una campagna di guerra, sconfiggendolo. Eleuterio, respinto, dovette acconciarsi a trattare. Ottenne una tregua che confermava l'obbligo del pagamento di 500 libbre d'oro annue già imposto da Agilulfo all'esarca Callinico, come anche racconta l'anonimo continuatore del Chronicon di Prospero Aquitano:
(Auctarii Havniensis extrema, 22)